# Гаплогруппа N1a2a (Y-ДНК)
Гаплогруппа N1a2a (M128), ранее N1a — Y-хромосомная гаплогруппа, встречающаяся у жителей Средней и Юго-Восточной Азии. До 2008 года носила название N1.

## Описание
Гаплогруппа N1a2a определяется мутацией M128.
N1a2a-M128/CTS11409/F1101 и N1a2b-P43 произошли от N1a2-Y3079/FGC10803. N1a2a-M128/CTS11409/F1101 сформировалась 8600 лет назад. Последний общий предок современных носителей гаплогруппы N1a2a-M128/CTS11409/F1101 жил 7700 лет назад (даты определены по снипам компанией YFull).
Гаплогруппа N1a2a-M128 с небольшой частотой выявлена в таких этнических группах Азии, как маньчжуры, сибо, маньчжурские эвенки, корейцы, северные китайцы, буи, а также некоторые тюркские народы Средней Азии. Частота гаплогруппы N1a2a-M128 у этих народов составляет 2 — 8 %.